# Тиллар (Арканзас)
Тиллар (англ. Tillar, Arkansas) — город, расположенный в округах Дешей и Дру (штат Арканзас, США) с населением в 240 человек по статистическим данным переписи 2000 года.

## География
По данным Бюро переписи населения США город Тиллар имеет общую площадь в 1,81 квадратных километров, водных ресурсов в черте населённого пункта не имеется.
Тиллар расположен на высоте 45 метров над уровнем моря.

## Демография
По данным переписи населения 2000 года в Тилларе проживало 240 человек, 75 семей, насчитывалось 99 домашних хозяйств и 110 жилых домов. Средняя плотность населения составляла около 126,3 человек на один квадратный километр. Расовый состав Тиллара по данным переписи распределился следующим образом: 91,67 % белых, 5,83 % — чёрных или афроамериканцев, 0,42 % — коренных американцев, 0,83 % — представителей смешанных рас, 1,25 % — других народностей. Испаноговорящие составили 4,58 % от всех жителей города.
Из 99 домашних хозяйств в 30,3 % — воспитывали детей в возрасте до 18 лет, 64,6 % представляли собой совместно проживающие супружеские пары, в 6,1 % семей женщины проживали без мужей, 24,2 % не имели семей. 21,2 % от общего числа семей на момент переписи жили самостоятельно, при этом 14,1 % составили одинокие пожилые люди в возрасте 65 лет и старше. Средний размер домашнего хозяйства составил 2,42 человек, а средний размер семьи — 2,79 человек.
Население города по возрастному диапазону по данным переписи 2000 года распределилось следующим образом: 21,3 % — жители младше 18 лет, 12,1 % — между 18 и 24 годами, 26,3 % — от 25 до 44 лет, 22,5 % — от 45 до 64 лет и 17,9 % — в возрасте 65 лет и старше. Средний возраст жителей составил 42 года. На каждые 100 женщин в Тилларе приходилось 98,3 мужчин, при этом на каждые сто женщин 18 лет и старше приходилось 94,8 мужчин также старше 18 лет.
Средний доход на одно домашнее хозяйство в городе составил 29 792 доллара США, а средний доход на одну семью — 34 821 доллар. При этом мужчины имели средний доход в 23 929 долларов США в год против 22 500 долларов среднегодового дохода у женщин. Доход на душу населения в городе составил 13 568 долларов в год. 13,4 % от всего числа семей в округе и 16,5 % от всей численности населения находилось на момент переписи населения за чертой бедности, при этом 16,7 % из них были моложе 18 лет и 19,0 % — в возрасте 65 лет и старше.